# Казе ди Мецо (Парма)
Казе ди Мецо је насеље у Италији у округу Парма, региону Емилија-Ромања.
Према процени из 2011. у насељу је живело 27 становника. Насеље се налази на надморској висини од 73 м.